# Oxymeris trochlea
Oxymeris trochlea é uma espécie de gastrópode do gênero Oxymeris, pertencente a família Terebridae.